# Punta Jaume
Punta Jaume ist eine Landspitze an der Graham-Küste des Grahamlands auf der Antarktischen Halbinsel. Am Kopfende der Beascochea-Bucht liegt sie nordöstlich des Holst Point.
Argentinische Wissenschaftler benannten sie. Der weitere Benennungshintergrund ist nicht überliefert.